# 잭 존스

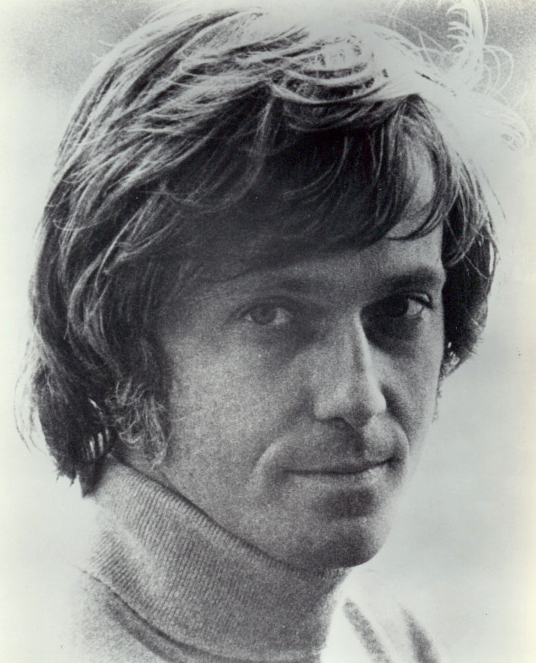

잭 존스(Jack Jones, 1938년 1월 14일~2024년 10월 23일)는 미국의 가수, 배우이다. 로스앤젤레스에서 태어났다. 부친은 1930년대에 활약한 오페레타의 명 테너인 앨런 존스이고 모친은 영화 배우 아이린 허베이이다. 고교시절부터 부친의 가르침으로 부자가 함께 무대에서 공연해 점차 그 재능을 인정받기 시작하였다. 1961년에 캡에서 취입한 《엿가락과 장미》로 그래미 상을 획득하였으며, 그 외에도 《매혹의 무드 보컬》 등 많은 인기곡이 있다.

## 참고 문헌
- 이 문서에는 다음커뮤니케이션(현 카카오)에서 GFDL 또는 CC-SA 라이선스로 배포한 글로벌 세계대백과사전의 내용을 기초로 작성된 글이 포함되어 있습니다.